# Ferdinand Larose
Pour les articles homonymes, voir Larose.
Ferdinand Alphonse Fortunat Larose, né le 1er avril 1888 à Sarsfield (Ontario) et décédé le 29 janvier 1955 à Montréal, est un agronome francophone canadien, surtout connu pour avoir créé en Ontario une des plus grandes forêts de régénération, nommée après lui la forêt Larose,,.

## Biographie
Ferdinand Larose étudie à l'université d'Ottawa, où il obtient ses diplômes de B.A. en 1910, de B.Ph. en 1912 et de L.Ph. (licence en philosophie) en 1912, puis à l'Institut Agricole d'Oka (I. A. O.) où il obtient sa licence de Sciences Agronomes en 1919. La même année, il devient employé au service du département de l’Agriculture de l’Ontario.
Ayant établi son bureau au village de Plantagenet, il dresse pour les Comtés unis de Prescott et Russell un inventaire des terres agricoles. Devant le caractère désertique et érodé de la région autour de Bourget il suggère de reboiser ce « désert de Bourget » et lance le plan de semer une forêt,. 
Après une période d'expérimentation de reboisement à petite échelle par semences et plantation d'arbres en 1921, il obtient en 1928 les facilités pour une reboisement à grande échelle. Pour cela, les Comtés unis de Prescott et Russell achètent en 1928 le territoire de la future forêt. Selon un témoin de l'époque, « L'idée de semer des centaines d'arbres sur du sable vif semblait farfelue » . Pourtant, la forêt, qui s’appellera par la suite forêt Larose, deviendra une des plus grandes forêts plantées de main d’homme au Canada et va atteindre une superficie de 110 km2 . Cela lui a valu le surnom de l'homme qui plantait des arbres, surnom inspiré de la nouvelle de Jean Giono. 
Ferdinand Larose a contribué aussi à l'enseignement agricole en français par la création de clubs agricoles pour garçons et filles (clubs d'écoliers) dès 1935 dans chaque paroisse des Comtés réunis,. Il lutte pour l'enseignement en français, il donne lui-même en février 1934 des cours d'agriculture en français dans les comtés de Kent et Essex et à la suite de ses demandes répétés, des cercles de fermières francophones sont fondés dans ces comtés dès 1936. Avec l'appui d'Antonin Lalonde, président de l'Union catholique des cultivateurs franco-ontariens, Larose obtient aussi pour les fermières des cours  de couture et de cuisine en français .
Ferdinand Larose prend sa retraite en 1950 et est remplacé par Laurent Faber. Il est décédé le 29 janvier 1955 à Montréal à 66 ans et il est enterré au cimetière de Plantagenet.

## Honneurs
En 1988, Le mérite agricole franco-ontarien a été décerné pour la première fois. Les deux premiers lauréats sont Ferdinand Larose et Antonin Lalonde (1911-1985), tous deux à titre posthume. 

### Prix Ferdinand-Larose
En 2004, le Prix Ferdinand-Larose de l'environnement a été créé en son honneur par L'Association canadienne-française de l'Ontario de Prescott et Russell.  
Le prix a été décerné pour la première fois en 2007, à titre posthume, à Ernest Hurtubise, de Bourget, « le fils spirituel de Larose ». Gilles Trahan, enseignant de Hawkesbury, est le lauréat 2008 et l'entreprise familiale Les Serres Legault en 2014.